# Potentilla reptans
Potentille rampante, Quintefeuille, Herbe à cinq feuilles, Main-de-Mars
Espèce
Classification phylogénétique
La potentille rampante, ou quintefeuille, nommée scientifiquement Potentilla reptans, est une espèce de plantes à fleurs de la famille des Rosacées.
Elle est parfois appelée herbe à cinq feuilles ou main-de-Mars.

## Description
C'est une plante herbacée vivace haute de 10 à 20 cm. Elle forme, à partir d'une rosette basilaire persistante, des stolons pouvant atteindre 100 cm et qui souvent s'enracinent au niveau des nœuds. Elle se reconnaît notamment à ses feuilles divisées en 5 folioles dentées (parfois 7), à ses fleurs de 15 à 25 mm de diamètre, comportant 5 sépales étroits et 5 pétales jaunes deux fois plus longs que les sépales. Elle est très courante dans les jardins et les endroits incultes où elle peut devenir envahissante.

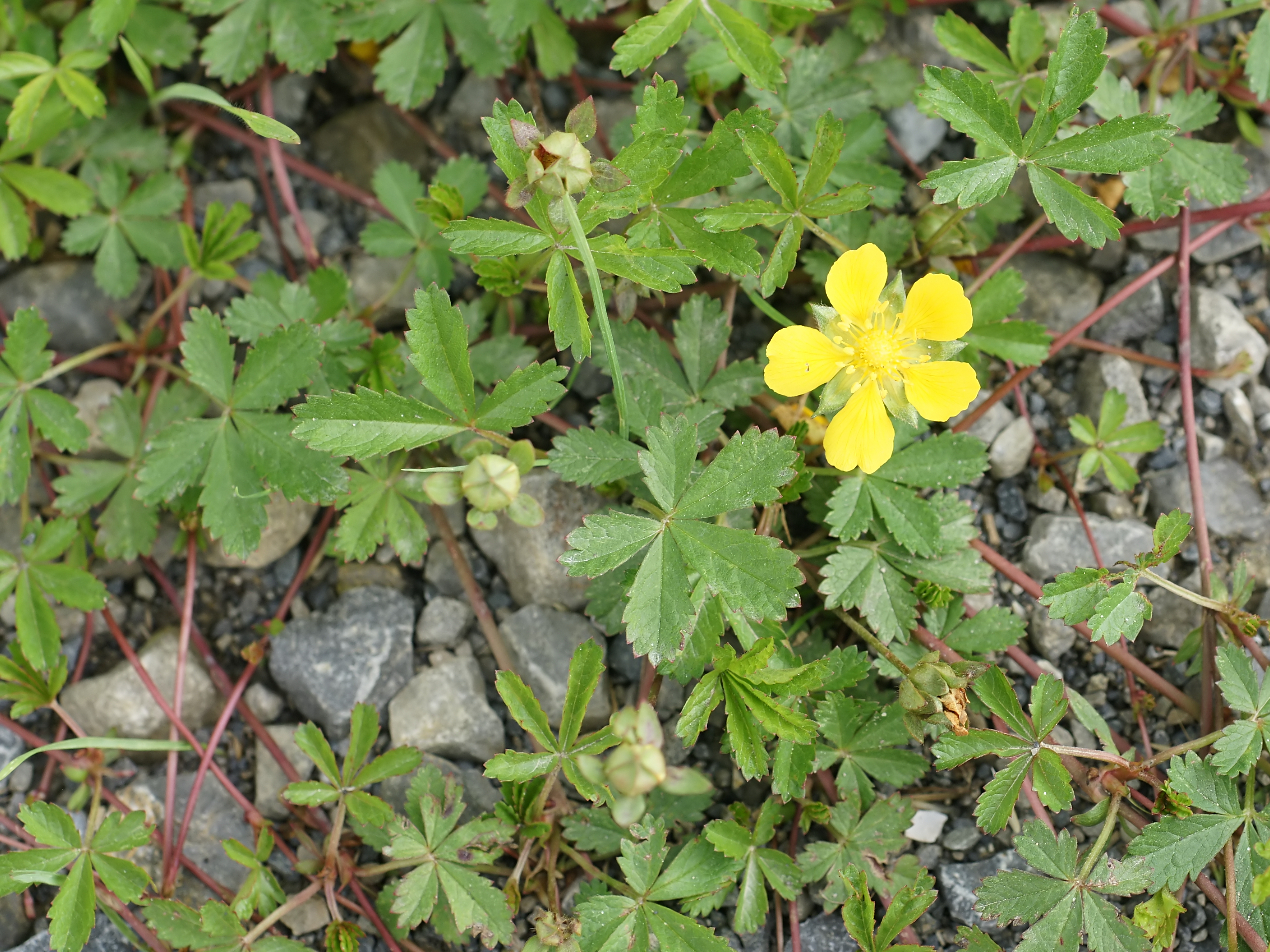
Potentilla reptans.

### Caractéristiques
Organes reproducteurs :
- Couleur dominante des fleurs : jaune
- Période de floraison : juillet-novembre
- Inflorescence : cyme unipare hélicoïde
- Sexualité : gynodioïque
- Ordre de maturation : homogame
- Pollinisation : entomogame

Graine :
- Fruit : akène
- Dissémination : barochore

Habitat et répartition :
- Habitat type : prairies européennes, hygrophiles
- Aire de répartition : eurasiatique

Données d'après : Julve, Ph., 1998 ff. - Baseflor. Index botanique, écologique et chorologique de la flore de France. Version : 23 avril 2004.

## Hybridation
La potentille rampante forme communément des hybrides toujours stériles avec Potentilla anglica ou Potentilla erecta. Ils sont difficiles à identifier. Pour distinguer ces hybrides de leurs parents, vérifier si ces derniers forment des carpelles renflés (fertiles).

## Utilisation
La racine de Quintefeuille pouvait être un des multiples constituants de la thériaque de la pharmacopée maritime occidentale au XVIIIe siècle pour les propriétés toniques de ses racines, car elle calme les hémorragies et les diarrhées.
On se servait de ses longues tiges pour lier les gerbes de céréales lors des moissons.
La plante serait toxique pour les moutons.

## Héraldique

Blason orné de quintefeuilles (Lugny).

La quintefeuille est un meuble utilisé en héraldique. 
Elle désigne une fleur à cinq pétales ayant chacun une pointe et dont le centre est percé en rond, de manière que l’on voit le champ de l’écu à travers.
La quintefeuille est généralement présente seule ou posée deux et un. 